# Лихтенштейнцы
Лихтенште́йнцы (самоназвание Liechtensteiner, лихтенштайнер) — народ общей численностью 34 тыс. чел. (2006), основное население Лихтенштейна. До 1866 года считались немцами. Язык — немецкий (алеманнское наречие). Религиозная принадлежность верующих: католики, часть — протестанты.

## Религия
Римский католицизм является государственной религией Лихтенштейна: по данным переписи 2020 года 70% лихтенштейнцев были католиками, 8% - другими христианами. 16% принадлежали к другим вероисповеданиям (6% мусульмане, 10% не принадлежали к ним), а 4% не были заявлены.  Многие магазины и предприятия закрыты в субботу.

## Расположение

### Лихтенштейн
66,2% населения Лихтенштейна, или 26 205 человек, являются этническими лихтенштейнцами. 

### Америка
В Америке живут 1244 американца-лихтенштейнера. Первым зарегистрированным лихтенштейнером, переехавшим в Америку, был человек по имени Джозеф Батлинер. В 1846 году наводнение, за которым последовал голод, заставило 250 лихтенштейнцев переехать в Америку. Это была первая крупная волна эмиграции из Лихтенштейна. Дубьюк, штат Айова, стал местом переезда лихтенштейнцев в Америку, потому что их община говорила по-немецки, как и сами лихтенштейнцы. Лихтенштейнцы в Дубьюке образовали сплочённую общину, часто вступая в брак между собой и являясь друг другу родственниками. После этой волны эмиграция продолжилась, сопровождаясь всплесками после Первой и Второй мировых войн, когда новые выходцы из Лихтенштейна переселялись в Америку.

### Другие места
Небольшое количество лихтенштейнцев также эмигрировало в Канаду и Южную Америку, в основном в Бразилию и Аргентину.

## История
Предки лихтенштейнцев — племена ретов и германцев-алеманнов; в XIX—XX веках испытали влияние австрийцев и швейцарцев. В последние десятилетия лихтенштейнцы ассимилируют иммигрантов австрийцев и швейцарцев.

## Традиционная культура
Лихтенштейнцы заняты в основном в высокоразвитой промышленности, незначительная часть — в сельском хозяйстве (молочное животноводство, виноградарство, садоводство).
Традиционные поселения и жилища близки австрийским и швейцарским.
Для традиционного мужского костюма характерны: белая рубаха, красный жилет, серые или жёлтые штаны на подтяжках, белые вязаные чулки и туфли с пряжками; на подтяжках и поясе — цветная вышивка. На голове — кожаная шапочка или чёрная фетровая шляпа с небольшими полями. У женщин — кружевные кофты и юбки с яркими передниками.
Развит музыкальный фольклор (хоровое пение и т. п.). Традиционные крестьянские праздники — пастухов и виноградарей.